# Leonor Finiová
Leonor Finiová (30. srpna 1907, Buenos Aires – 18. ledna 1996, Paříž) byla argentinská malířka řazená obvykle k surrealismu. K velkým tématům jejích maleb patří tělo, pohlavní rozdíly, erotika, ale i mytologie. Časté v její tvorbě jsou autoportréty.

## Životopis
Narodila se v Argentině, vyrůstala v italském Terstu, v roce 1931 se přestěhovala do Paříže. Zde se ocitla v širším poli surrealismu (přátelství ji pojilo zejména s Maxem Ernstem a Leonorou Carringtonovou), byť se držela stranou Surrealistické skupiny, neboť jejího vůdce André Bretona považovala za misogyna. Malovala také společně s polsko-francouzskou umělkyní Tanou Kaleyovou.
Ilustrovala okolo padesáti knih, ke známým patří její ilustrace knih markýze de Sada nebo Příběhu O Anne Desclosové. Navrhla kostýmy ke známému snímku Federica Felliniho 8 ½. Měla řadu homosexuálních vztahů.